# Target (chanson)
Pour les articles homonymes, voir Target.
Singles de T-ara
Bunny Style!
(2013) Number Nine/Kioku ~Kimi ga Kureta Michishirube~
Target est le 7e single japonais du groupe T-ara, sorti le 3 juillet 2013 au Japon. Il sort au format CD et CD+DVD. Le single arrive 12e à l'Oricon. Il se vend à 13 443 exemplaires la première semaine et reste classé 4 semaines pour un total de 15 608 exemplaires vendus pendant cette période.

## Liste des titres
| 1. | Target                |  |
| 2. | Target (Instrumental) |  |

| 1. | Target (M.V.) |  |